# بيتار كرستيتش
بيتار كرستيتش هو مدرب كرة قدم ولاعب كرة قدم صربي، ولد في 3 سبتمبر 1997 في ليسكوفاتس في صربيا. شارك مع منتخب جمهورية مقدونيا تحت 19 سنة لكرة القدم. أما مع النوادي، فقد لعب مع رادنيتشكي نيش.

## وصلات خارجية
- بيتار كرستيتش على موقع قاعدة بيانات كرة القدم.إي يو (الإنجليزية)
- بيتار كرستيتش على موقع Soccerway.com (الإنجليزية)
- بيتار كرستيتش على موقع عالم كرة القدم.نت (الإنجليزية)